# Semiothisa delectata
Semiothisa delectata är en fjärilsart som beskrevs av George Duryea Hulst 1887. Semiothisa delectata ingår i släktet Semiothisa och familjen mätare. Inga underarter finns listade i Catalogue of Life.